# Xylota setosa
Xylota setosa är en tvåvingeart som först beskrevs av Keiser 1971.  Xylota setosa ingår i släktet vedblomflugor, och familjen blomflugor.
Artens utbredningsområde är Madagaskar. Inga underarter finns listade i Catalogue of Life.